# Le Fantôme (collection littéraire)
« Le Fantôme » est une collection de romans policiers américains, créée par les éditions Ferenczi & fils en 1953. Sur vingt-sept volumes annoncés, vingt-quatre furent publiés.

## Liste des titres
1. Meurtre... Ma maîtresse par Harry Whittington
2. Baisers qui tuent par Donnell Garey, 1953
3. Les Millions du crime par Edward Ronns
4. Le Cas des amants solitaires par W. Daemer
5. Il faut les choisir tendres... par John Roeburt, 1953
6. Tu peux pleurer ma belle par John Evans
7. Impossible de s'en sortir par Robert O. Saber
8. Veuve de Satan par Harry Whittington
9. Reconnu coupable par Day Keene
10. De la coco pour Satan par Reed McCary
11. Les morts peuvent attendre par Edward Ronns, 1954
12. Aime-moi et meurs par Day Keene
13. Mort ! mon amour par Harry Whittington, 1954
14. L'Antichambre de la mort par Manning Lee Stokes
15. Violence dans la nuit par Whit Harrison
16. Une veuve qui va fort par A. A. Marcus
17. Le Cercle infernal par Manning Lee Stokes, 1954
18. De si belles mortes par Robert O. Saber
19. Marié au crime par Harry Whittington, 1954
20. Un sacré turbin par R. et R. Borel-Rosny
21. Brandon, au secours ! par Vernon Warren
22. Mascarade infernale par Russ Meservey
23. La mort est ressemblante par Olga Rosmanith
24. Il est blindé, Brandon par Vernon Warren